# SN 2011dn
SN 2011dn – supernowa typu Ia-pec odkryta 21 czerwca 2011 roku w galaktyce UGC 11501. W momencie odkrycia miała maksymalną jasność 16,80m.